# レディー・マスカレード
『レディー・マスカレード』は、さいとうちほによる日本の漫画作品。
『プチコミック』（小学館）にて1999年10月号から2000年5月号まで連載されていた。単行本全2巻・文庫全1巻が刊行されている。

## あらすじ
9歳の時に、ある事故で両親を亡くし、自身も記憶を失ったせつな。以来15年、軽井沢の療養所で手伝いをしながら暮らしていた。
両親の死の理由を思い出せず悩んでいたが、親友の結婚式で出会った人物との再会がきっかけで、無くしていた記憶が蘇り始め、せつなの復讐が幕を開ける。

## 登場人物
麻生 せつな（あそう せつな）
24歳。9歳の時から、軽井沢の療養所で暮らしている。両親の死の真相が分からず、苦悩し続けている。15年も経っているため、担当医も記憶の回復は諦めかけていた。当時のことが頭に蘇って来るなど、興奮状態になると、幼児退行を起こす。
マッサージが上手で、体を触ると、相手の精神状態を感じ取ることができる。
楠 健生（くすのき けんしょう）
カメラマン。15年前、怪我をしていたせつなを介抱した。
両親は生まれてすぐ亡くなっており、14歳の時、育ててくれた祖父母も亡くなる。祖父母が楠の父の別荘番をしていた関係で親しくしており養子となる。
楠 雅彦（くすのき まさひこ）
健生の義父。療養所を経営する藤堂財団の実質的オーナー。せつなの療養所の入院費を援助していた。
九丈 麗（くじょう れい）
37歳。女優。
夜久 詩朗（やく しろう）
34歳。音楽プロデューサー。麗とデキていると噂されている。
十文字 彰（じゅうもんじ あきら）
45歳。裁判官。法で裁ききれない悪に自ら手を下していた。
ジョゼ・グレアム・岡田（ジョゼ・グレアム・おかだ）
45歳。実業家。不況で経営悪化に陥っている。

## 書誌情報
さいとうちほ 『レディー・マスカレード』
- 小学館〈フラワーコミックス〉 全2巻
  1. 2000年2月26日発売、ISBN 4-09-135128-X
  2. 2000年5月26日発売、ISBN 4-09-135129-8
- 小学館〈小学館コミック文庫〉 全1巻
  1. 2006年7月15日発売、ISBN 4-09-191526-4